# La Chine est encore loin
Pour plus de détails, voir Fiche technique et Distribution.
La Chine est encore loin est un documentaire franco-algérien réalisé par Malek Bensmaïl et sorti en 2010.

## Synopsis
50 ans après l'assassinat d'un couple d'instituteurs français et d'un caïd algérien, marquant ainsi le début de la guerre d'indépendance en Algérie, le réalisateur Malek Bensmaïl se rend à Ghassira, un petit village des Aurès, pour filmer la vie des habitants et des élèves d'une école primaire.

## Fiche technique
- Titre : La Chine est encore loin
- Réalisation : Malek Bensmaïl
- Photographie : Lionel Jan-Kerguistel
- Son : Dana Farzanehpour
- Musique : Camel Zekri
- Montage : Matthieu Bretaud
- Production : Gérald Collas, Hachemi Zertal et Philippe Avril
- Sociétés de production : Unlimited, Cirta Films, Institut national de l'audiovisuel, 3B Productions, Entreprise nationale de télévision, avec la participation de France 2 et France 5
- Pays d'origine :  France,  Algérie
- Langue originale : arabe, chaoui, français
- Genre : documentaire
- Durée : 2h10 minutes
- Date de sortie : 28 avril 2010

## Distinctions[1]

### Sélections
- Cinéma du réel 2009
- Festival de cinéma de Douarnenez/Gouel ar filmoù 2019

### Récompenses
- Festival des trois continents 2008[2]
- Festival international du film méditerranéen de Tétouan 2009 - Prix spécial du jury
- Étoile de la Scam 2013